# Kalverstraat (Harmelen)
De Kalverstraat is een straat in het dorp Harmelen behorend tot de gemeente Woerden in de Nederlandse provincie Utrecht.
De straat loopt van noord naar zuid en begint bij de Dorpsstraat, het is de belangrijkste winkelstraat van het dorp. Aan de oostzijde aan het Kerkplein staat de Hervormde kerk. Vervolgens kruist de straat de Kloosterweg en Uitweg waarna de straat overgaat in de Kerkweg.
De winkels maar ook horecagelegenheden bevinden zich voornamelijk aan de westzijde van de straat. De huisnummers lopen van 2 tot en met 20.
De straat is toegankelijk voor al het verkeer waaronder buslijn 102 van Syntus Utrecht die er ook een halte heeft.